# 个人住房信息系统
个人住房信息系统是由中华人民共和国住建部管理的全国居民住房信息系统，用于房产税征收和保障性住房公平公正分配。房产税的征收也取代了限购令。该系统的建立有效地抑制了中国房价的上涨。

## 建设过程
个人住房信息系统于2012年6月末前实现40个主要城市的联网。

## 积极影响
1. 推动了房产税的征收，从而取消了限购令；
2. 炒房受到限制，逼出大量存量房。